# Oliver Twist (1948)
Oliver Twist (bra: Oliver Twist; prt: As Aventuras de Oliver Twist) é um filme britânico de 1948, dirigido por David Lean. O roteiro adapta o livro homônimo de Charles Dickens de 1838. 
Foi a segunda adaptação do diretor de uma obra daquele escritor, cujo filme anterior de 1946 fora baseado em Great Expectations e alcançara êxito. Foi usada a mesma equipe de produção que trabalhara na adaptação de 1946, incluindo os produtores Ronald Neame e Anthony Havelock-Allan, o iluminador Guy Green, o designer John Bryan e o editor Jack Harris. A então esposa de Lean, Kay Walsh, que havia colaborado no roteiro de Great Expectations, interpreta o papel de Nancy. O menino John Howard Davies interpretou Oliver.
Em 1999, o Instituto de Cinema Britânico classificou-o em 46º na lista dos 100 maiores filmes do país.

## Elenco
- John Howard Davies...Oliver Twist
- Alec Guinness...Fagin
- Robert Newton...Bill Sykes
- Kay Walsh...Nancy
- Henry Stephenson...Senhor Brownlow
- Francis L. Sullivan...Senhor Bumble
- Mary Clare...Madame Corney
- Anthony Newley...Artful Dodger
- Ralph Truman...Monks
- Michael Dear...Noah Claypole
- Diana Dors...Charlotte
- Amy Veness...Madame Bedwin
- Frederick Lloyd...Senhor Grimwig
- Josephine Stuart...Mãe de Oliver
- Deidre Doyle...Madame Thingummy, anciã do reformatório
- Gibb McLaughlin...Senhor Sowerberry, coveiro
- Kathleen Harrison...Madame Sowerberry
- Hattie Jacques. Cantora da Taverna Three Cripples.

## Sinopse
Uma jovem mulher em trabalho de parto, caminha sozinha sob uma tempestade e pede abrigo num reformatório afastado. Ela morre ao dar à luz o menino Oliver, e a única pista sobre a identidade dela é um medalhão de ouro em seu pescoço que é roubado por uma das ajudantes do lugar. Nove anos depois, chamado com o nome aleatório de Twist, Oliver faz trabalhos pesados e é tratado com indiferença pelo casal de responsáveis pelo lugar, Senhor  Bumble e a matrona Madame Corney. Oliver acaba por irritar o casal (ele pede um pouco mais de comida, com a frase "Please sir, I want some more") e é vendido a um coveiro, quando sofrerá mais mal tratos.
Oliver resolve fugir e vai para Londres. Na cidade ele é aliciado pela gangue de ladrões mirins do cruel e avarento Fagim. Enquanto isso, um homem misterioso, Monk, aparece no reformatório e acaba comprando o medalhão que estava com a Madame Courney.
Oliver é capturado pela Polícia durante um roubo da gangue mas quando é provada sua inocência no Tribunal é levado à casa do bondoso Senhor Brownlow, a vítima do roubo. Mas Fagim e seu sócio Sykes temem que o menino os denuncie à polícia e continuam a sua procura e apenas a amante de Sykes, Nancy, procura defender Oliver.

## Controvérsia

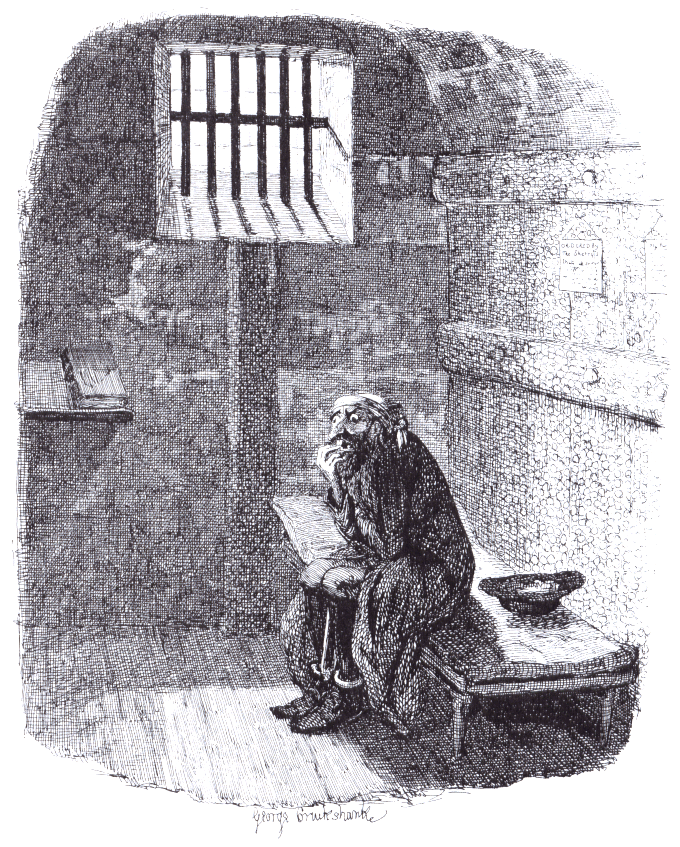
Cruikshank – Fagin condenado em sua cela na prisão

Alec Guinness interpreta Fagin e o aspecto lhe dado pela maquiagem foi considerado antissemita e preconceituosa contra os judeus. Guinness recebeu uma grande prótese nasal, ficando parecido com a gravura de George Cruikshank feita para a primeira edição do romance. No começo da produção, a Production Code Administration advertira David Lean sobre "ter em mente que evitasse qualquer interpretação de Fagin que trouxesse elementos ou referências que fossem ofensivos a qualquer grupo racial ou religioso ". Lean contratou o maquiador Stuart Freeborn para criar a figura de Fagin; Freeborn (que era meio-judeu) sugeriu a David Lean que atenuasse o nariz exagerado do personagem com medo que ficasse ofensivo, mas o diretor não aceitou. Num teste de cena de Guiness ainda pouco maquiado, foi orientado para que lembrasse Jesus Cristo. Com isso, Lean decidiu continuar filmando com uma fiel reprodução da gravura de Cruikshank, anotando que o personagem não era mencionado especificamente como judeu no livro.
No lançamento de março de 1949 na Alemanha ocupada ocorreram protestos no Cinema Kurbel pelo público judeu. O prefeito de Berlim, Ernst Reuter, assinou uma petição para a retirada do filme. A aparência de  Fagin era considerada especialmente problemática naquele período imediatamente posterior ao Holocausto.
Como resultado dos protestos pela britânica Liga Anti-Difamação e do Gabinete de Rabinos de Nova Iorque, o filme esteve proibido nos Estados Unidos até 1951, quando foi liberado com cortes de sete minutos na atuação de Guinness. Recebeu grande aclamação dos críticos, mas, ao contrário de Great Expectations, não obteve indicações ao Óscar. O filme foi banido em Israel por antissemitismo. Ironicamente, ele foi igualmente banido no Egito por ter mostrado Fagin de modo simpático.
No início da década de 1970, a versão completa do filme começou a ser exibida nos Estados Unidos. Foi essa versão que foi distribuída em DVD.